# Santa Lucia al Monte kolostor (Nápoly)
A Santa Lucia al Monte egy kis nápolyi kolostor. 1557-ben épült reneszánsz elemeket is ötvöző korai barokk stílusban a kapucinus szerzetesek számára. Figyelemre méltók a templom előterét díszítő családi címerek.

## További információ
- A Wikimédia Commons tartalmaz Santa Lucia al Monte kolostor témájú kategóriát.